# Zoltán Lajos Bay
Zoltán Bay (ur. 24 lipca 1900 w Gyulavári, zm. 4 października 1992 w Waszyngtonie) – węgierski fizyk.

## Życiorys
Jego ojciec zmarł wcześnie (1910), więc Zoltána i jego rodzeństwo musiała wychowywać matka samotnie, żyjąc ze skromnej renty i czynszu za wynajem pokoi studentom. Zoltán uczęszczał do ewangelickiego gimnazjum w Debreczynie, a następnie studiował do 1923 fizykę w Budapeszcie. Po ukończeniu studiów w 1923 rozpoczął pracę naukową jako asystent Isidora Fröhlicha na dziedzinie fizyki teoretycznej i w 1926 obronił doktorat. W tym też roku przeniósł się do Berlina, gdzie początkowo pracował w Instytucie Fizyczno-Technicznym Rzeszy (Physikalisch-Technische Reichsanstalt), a następnie na Uniwersytecie Berlińskim w Instytucie Fizyczno-Chemicznym (Physikalisch-Chemisches Institut).
W 1930 wrócił na Węgry i objął jako profesor katedrę fizyki teoretycznej na Uniwersytecie "Franza Josepha" w Szegedzie. W tym czasie pracował tam również przyszły noblista Albert Szent-Györgyi. Obaj uczeni zapałali do siebie sympatią, która przerodziła się w następnie w długoletnią przyjaźń.
Poprzez kontakt z Lipótem Aschnerem został dyrektorem nowo założonego działu badawczego firmy Tungsram-Werke, gdzie zetknął się z przemysłowo stosowanymi badaniami naukowymi, nie porzucając jednakże pracy na uniwersytecie. W 1944 z dyrektora działu badawczego awansował na dyrektora całej firmy.
W 1942 rozpoczął pracę nad rozwojem techniki radarowej, ta dziedzina przyniosła też największy, naukowy sukces jego życia: 6 lutego 1946 udało mu się odebrać echo radarowe księżyca, był to początek nowej metody badania kosmosu zwanej radarową astronomią.
W 1947 odwiedził USA, gdzie bezowocnie próbowano go przekonać do pozostania na stałe, wrócił na Węgry i w tym samym roku ożenił się z Júlią Herczegh.
W 1948 zdecydował się na opuszczenie Węgier, jego rodzina podążyła i osiadł wraz z rodziną w Ameryce, gdzie objął profesurę na George Washington University (Waszyngton) (6 lat), potem przeniósł się do działu radiofizyki na National Bureau of Standards. Tam zajmował się teorią względności i teorią grawitacji. Wynikiem jego pracy tam była np. nowa definicja metra – wyrażona przy pomocy prędkości światła w próżni, która została przejęta przez międzynarodową komisję miar i wag.
Od 1973 odwiedzał kilkakrotnie Węgry. Po śmierci w 1992 w Waszyngtonie, został zgodnie z jego wolą pochowany w swej rodzinnej wiosce Gyulavári.